# Крейда, Владислав
Владислав Крейда (эст. Vladislav Kreida; 25 сентября 1999, Таллин) — эстонский футболист, полузащитник клуба «Сигма». Выступает за национальную сборную Эстонии.

## Биография

### Клубная карьера
Воспитанник таллинских футбольных клубов «Штромми» и «ТЯК-Легион», тренеры — Игорь Гарматюк, Андрей Крейда. Многократный призер юношеских и молодежных первенств Эстонии.
С 2016 года выступает в системе таллинской «Флоры». В первых сезонах играл за команды «Флора U19» и «Флора U21» в низших лигах чемпионата Эстонии. В основной команде «Флоры» дебютировал на ранних стадиях Кубка Эстонии 17 июля 2017 года в матче против «Гелиоса». В высшем дивизионе сыграл первый матч 9 марта 2018 года против «Пайде», заменив на 77-й минуте Александра Дмитриева. Всего в 2018 году сыграл 5 неполных матчей в чемпионате, стал бронзовым призёром чемпионата и финалистом Кубка Эстонии (в финале не играл). С 2019 года стал игроком стартового состава клуба. Чемпион Эстонии 2019 и 2020 годов.
В 2021 году перешёл на правах аренды в шведский «Хельсингборг».

### Карьера в сборной
Не был регулярным игроком юношеских сборных Эстонии, сыграв только 4 матча за команду до 19 лет. С 2019 года выступал за сборную до 21 года.
В национальной сборной Эстонии дебютировал 11 июня 2019 года в матче отборочного турнира чемпионата Европы против Германии (0:8), заменив на 82-й минуте Константина Васильева.

## Достижения
- Обладатель Суперкубка Эстонии (2): 2021, 2024